# Siphocampylus peruvianus
Siphocampylus peruvianus är en klockväxtart som beskrevs av A.Dc. Siphocampylus peruvianus ingår i släktet Siphocampylus och familjen klockväxter.
Artens utbredningsområde är Peru. Inga underarter finns listade i Catalogue of Life.